# Цуциев, Аслан Аркадьевич
Асла́н Арка́дьевич Цу́циев (осет. Цуциты Аслан Аркадийы фырт; род. 1967) — российский северо-осетинский историк, кандидат исторических наук, с августа 2021 года директор Национального музея во Владикавказе. 
Окончил исторический факультет Северо-Осетинского государственного университета, доцент кафедры всеобщей истории этого вуза, заслуженный работник образования РСО—А, член Общественной палаты РСО—А. Автор более 50 научных работ. 
В 2016—2021 годах возглавлял министерство по вопросам национальных отношений РСО—А. 

## Награды
- Медаль ««В ознаменование 10-летия Победы в Отечественной войне народа Южной Осетии» (21 августа 2018 года, Южная Осетия) — за вклад в развитие и укрепление дружественных отношений между народами и в связи с празднованием 10-й годовщины признания Российской Федерацией Республики Южная Осетия в качестве суверенного и независимого государства[4].